# Deir al-Balah
Deir al-Balah of Dayr al-Balah (Arabisch: دير البلح, Dayr al Balaḩ) is een Palestijnse stad in het Deir el-Balah gouvernement op in de Gazastrook.
Enkele kilometers ten noorden van het stadscentrum bevindt zich de als UNESCO werelderfgoed erkende archeologische vindplaats Tell Umm el-'Amr die in 2024 door UNESCO werd bijgeschreven op de lijst van bedreigd werelderfgoed.

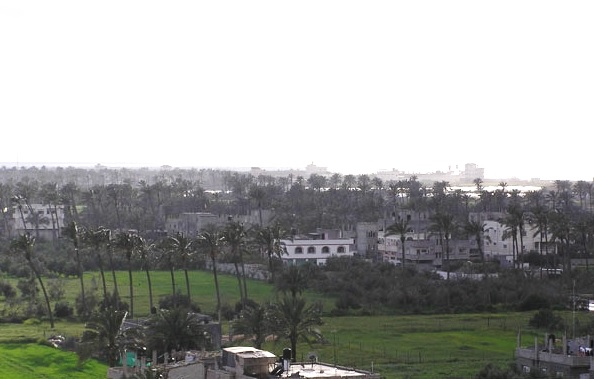
Deir al-Balah in 2008
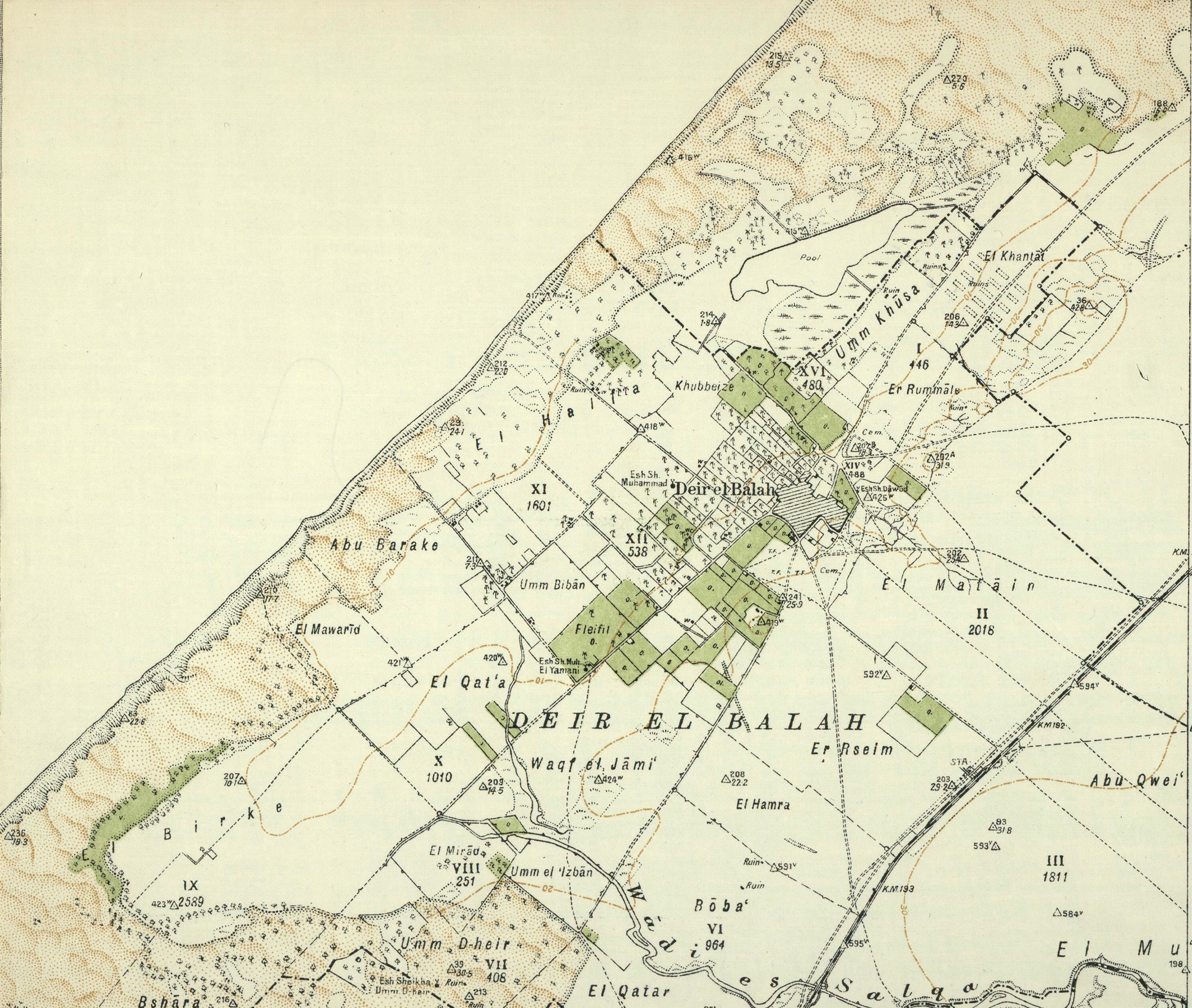
Kaart uit 1930
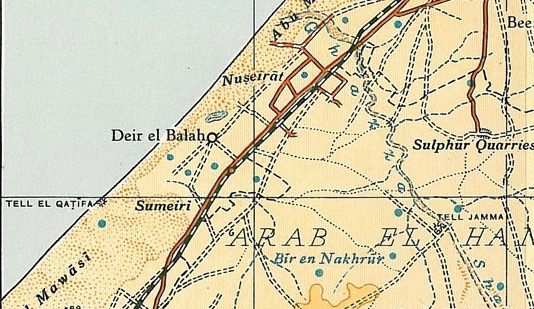
Kaart uit 1945